# Neotrichia teutonia
Neotrichia teutonia är en nattsländeart som beskrevs av Oliver S. Flint Jr. 1983. Neotrichia teutonia ingår i släktet Neotrichia och familjen smånattsländor. Inga underarter finns listade i Catalogue of Life.